# Kraljevsko hrvatsko domobranstvo
Kraljevsko hrvatsko domobranstvo ili Kraljevsko hrvatsko-ugarsko domobranstvo, ponegdje (uglavnom u stranoj literaturi) i Hrvatsko-slavonsko domobranstvo, (njem. Kroatisch-slawonische Landwehr, mađ. Horvát-szlavon Honvédség) bile su teritorijalne snage na području Kraljevine Hrvatske i Slavonije u sastavu Austrougarske vojske od 1868. do 1918. Nastalo je nakon hrvatsko-ugarske nagodbe, a posebnost hrvatskog domobranstva odražavala je autonomiju Hrvatske i Slavonije u sklopu Austro-Ugarske. Kraljevsko hrvatsko domobranstvo je, uz austrijsko i ugarsko, de facto bilo jedno od tri posebna domobranstva u sastavu Austro-ugarske vojske. Postrojbe domobranstva sudjelovale su u zaposjedanju Bosne i Hercegovine 1878., no najvažniju ulogu odigrale su u Prvom svjetskom ratu. Domobranstvo je (kao prva moderna vojska s hrvatskim obilježjima) zbog tradicijske važnosti dvaput kasnije obnavljano (1941. – 1944. i 1991. – 2003.).

## Nastanak 1868.
Austro-ugarskom nagodbom 1867. osnovana je zajednička austro-ugarska vojska, koja se dijeli na stalnu vojsku i bojno pomorstvo, domobranstvo (posebno za austrijski, posebno za ugarski dio Monarhije) te isto tako i pučki ustanak. Zajednička vojska ima zadaću braniti dvojnu monarhiju protiv "izvanjskog neprijatelja i uzdržavati red i sigurnost u zemlji". Domobranstvu je zadaća podupirati zajedničku vojsku i braniti granice od napada te iznimno za održavanje reda i sigurnosti. Pučki se ustanak predviđa kao krajnja obrambena mjera u ratu u slučaju prodora neprijatelja na teritorij Monarhije. Vojna obveza u zajedničkoj vojsci traje 10 godina (3 godine u postrojbi i 7 godina u pričuvi), a u domobranstvu 12 godina (2 godine u postrojbi i 10 godina u pričuvi).
Sukladno tome, ustrojeno je ugarsko kraljevsko (pod imenom honvédség) i austrijsko carsko (pod imenom landwehr) domobranstvo. Međutim, bilo je izuzetno osjetljivo pitanje vojne organizacije Hrvatske i Slavonije (tada u ugarsko-hrvatskoj polovici države) jer Hrvati ne bi prihvatili biti dio honvédséga, zapravo vojske protiv koje su se pod Jelačićem borili 1848. Ipak, hrvatsko-ugarskom nagodbom u ljeto 1868. vojni i poslovi obrane postali su zajednička ugarsko-hrvatska nadležnost. Tako je pri rješavanju ovih dvojbi došlo do žestokih prijepora, gdje se posebno istakao grof Miroslav Kulmer, general, rođeni Zagrepčanin. On je predložio da se nova vojska u Hrvatskoj ne zove "honvédség" nego "domobranstvo". Tu svoju zamisao vrlo uspješno je obranio i pred samim carem Franjom Josipom I.
Pregovori oko stvaranja hrvatsko-slavonskog domobranstva su dugo trajali i bili vrlo tegobni. Hrvati su ustrajali u svoja četiri osnovna zahtjeva:
1. hrvatski vojni obveznici moraju služiti svoj obvezni vojni rok isključivo na području Hrvatske i Slavonije,
2. izobrazba pripadnika domobranstva odvijat će se isključivo na hrvatskom jeziku,
3. dopuna domobranstva časništvom i dočasništvom obavljat će se školovanjem u domobranskoj akademiji i kadetskim školama,
4. hrvatske postrojbe nosit će hrvatska imena i imena hrvatskih gradova u kojima će biti posada zapovjedništva.

U početku su takvi zahtjevi bili jednostavno neprihvatljivi drugoj pregovaračkoj strani, ali se upornost hrvatskih pregovarača s vremenom isplatila. Članci 7. i 57. hrvatsko-ugarske nagodbe potvrđene od vladara 8. studenoga 1868. godine bili su temelj osobitog položaja postrojbi kraljevskog ugarskog domobranstva u Kraljevini Hrvatskoj i Slavoniji, koji će biti utvrđen i u svim zakonima o domobranstvu do sloma Austro-Ugarske. Time su u cijelosti prihvaćeni zahtjevi hrvatske strane. Završni čin formiranja domobranstva na području Hrvatske i Slavonije dogodio se 5. prosinca 1868. godine, kada je zajednički Ugarsko-hrvatski sabor donio zakonski članak 41. o Domobranstvu. Zakon je potvrđen (sankcioniran) i proglašen u donjem domu (kući zastupnika) 5. prosinca, a 6. prosinca u gornjem domu (kući velikaša) zajedničkog Hrvatsko-ugarskog sabora u Budimpešti. Tim Zakonom je bilo određeno da je zapovjedni jezik u domobranstvu u Hrvatskoj i Slavoniji hrvatski, da časnici mogu biti samo državljani Hrvatske i Slavonije, a zastava postrojbi bila je uokvirena hrvatskom trobojnicom.
U austrijskom dijelu monarhije u svim domobranskim postrojbama zapovjedni jezik je bio njemački, tako da su, pored Mađara, Hrvati bili jedini narod u Austro-Ugarskoj koji je imao vojne postrojbe s imenima na svom jeziku, s povlasticom posebnih pukovnijskih zastava, (barem na papiru) pod svojim časnicima i sa svojim zapovjednim jezikom. U postrojbama hrvatskog domobranstva, hrvatski nije bio samo vojno-zapovjedni jezik, već i jedini jezik komunikacije unutar i između pukovnija i njiihovih nadređenh. U usporedbi sa Zajedničkom vojskom, vojnici i časnici domobranstva živjeli su u gotovo jednojezičnom svijetu.

### Ime domobranstva
Različita stajališta hrvatske i ugarske strane odrazila su se i na nazivu i znakovlju postrojbi. Ni u jednom zakonskom članku nije navedeno službeno ime domobranstva, pa su od 1868. do 1870. hrvatske postrojbe i zapovjedništva koristile nazive kraljevsko hrvatsko domobranstvo, hrvatsko-slavonsko domobranstvo i sl. Nakon toga, hrvatska i ugarska strana su se dogovorile te je domobranstvo kompromisno službeno nazvano hrvatsko-ugarskim ili ugarsko-hrvatskim. Između 1870. i 1874. taj dogovor je dosljedno provođen. No, već 1875. u Hrvatskoj narodnjaci se bune zbog jednostrane ugarske odluke o nazivanju hrvatskog domobranstva ugarskim. Na saborskoj sjednici 7. studenog 1878. Ivan Kukuljević upozorio je da je ugarska vlada domobranstvo pri njegovom stvaranju 1868. nazvala Kraljevskim hrvatskim domobranstvom, kasnije je počela koristiti naziv Kraljevsko ugarsko-hrvatsko domobranstvo, da bi ga vrlo brzo jednostavno nazvala Kraljevsko ugarsko domobranstvo. Istu interpelaciju banu na sjednici sabora 1884. podnio je i zastupnik Josip Majcen, upozorivši i na kršenje zakona s ugarske strane što se tiče nametanja mađarskog jezika, premještanja hrvatskih časnika u Ugarsku i nemogućnosti napredovanja hrvatskim časnicima ako ne znaju mađarski.

### Znakovlje
Hrvatski grbovi na kapama domobrana i časnika oko 1870. zamijenjeni su ugarsko-hrvatskima. Saborski zastupnik Milan Amruš u svojoj interpelaciji hrvatskoj vladi na saborskoj sjednici 19. studenog 1896. zatražio je reakciju vlade zbog toga što su hrvatski domobrani na taborskim kapama nosili mađarizirane, a ne hrvatske inicijale imena cara i kralja Franje Josipa I. Naime, na mađarskom one glase I.F.J., a na hrvatskom F.J.I.

### Vojno nazivlje
Pošto je u Hrvatskoj uvedeno domobranstvo, a u službi mu bio ozakonjen hrvatski jezik, trebalo je prevesti cijeli vojnički pravilnik i sve naredbe na hrvatski. Tadašnji zapovjednik domobranstva Miroslav Kulmer smatrao je da bi to najbolje mogao učiniti Bogoslav Šulek.
Od 1870., nekoliko godina prevodio je i objavljivao Šulek niz knjižica iz vojničkoga područja koje su postupno izlazile pod naslovom Naredbenik za kraljevsko hrvatsko-ugarsko domobranstvo.  One su se u Šulekovu prijevodu kasnije pretiskavale, npr. Službovnik za Kraljevsko ugarsko domobranstvo, Dio drugi.,  Drugo izdanje Službovnika od god. 1875. Budimpešta, 1888 ili Službovnik za kraljevsko ugarsko domobranstvo, Dio treći, Pješačtvo. Budimpešta 1890.
Krleža u djelu Hrvatski bog Mars dodaje na kraju Tumač domobranskih i stranih riječi i pojmova. Među ostalim tu ćemo naći protumačene i ove riječi: budnica, čarkar (domobranski naziv za vojnika pojedinca u streljačkom lancu, strijelac), čašće (domobranski naziv za podoficirske činove, "šarže"; obuhvaćale su sljedeće činove: razvodnik, desetnik, vodnik, narednik), daljinar (domobranski naziv za podoficira kod infanterije, koji utvrđuje udaljenosti od ciljeva), desetnik, domobranstvo, dvočlan, glavokret, hodna satnija, jednogodišnji dobrovoljac, letica (balistička krivulja, koju opisuje ispaljeno tane), mazda (odmazda, domobranski naziv za onu plaću, što su je primali vojnici), nabojnjača, na prevjes (domobranska zapovijed za skidanje puške s ramena), odstup, oramiti pušku (pušku na rame baciti), postroj, puškohvat (domobranski naziv za vježbe s puškom), razvodnik, roj (odred od nekoliko vodnika u vodu, desetina), rojna pruga, rukovati, satnija, satnik, službovnik, ščetani red (zatvorena trupna formacija. Od četa, s-četan, ščetan), udjelba (vojnikovo mjesto u formaciji — vodu, četi), unovačiti, ustupiti (domobranski naziv za: stupiti u red, svrstati se u stroj; germanizam prema eintreten), vitlači (domobranski naziv za uvijače, suknene vrpčaste gamaše, kojima se obavija potkoljenica), vježbovnik itd.
Mnoge riječi koje je Šulek preuzeo iz naroda, preveo ili sam stvorio (bojnik, bojovnik, desetnik, razvodnik, vodnik) trajno su ostale u hrvatskom jeziku te i danas čine osnovu hrvatskog vojnog nazivlja.

## Prijepori
Zbog iznimno složenog položaja Hrvatske te državnopravnog uređenja Austro-Ugarske u cijelosti, što se odrazilo i na oružane snage, Kraljevsko hrvatsko domobranstvo tijekom svog postojanja pokušavalo je pomiriti brojne suprotnosti i paradokse. O tome najbolje svjedoči Miroslav Krleža u svojoj noveli Smrt Florijana Kranjčeca, a isti se odlomak nalazi i pod natuknicom "domobran" u rječniku pojmova zbirke pripovijesti Hrvatski bog Mars.
| „ | U smislu madžarske Nagodbe s Trojednom Kraljevinom Hrvatskom, Slavonijom i Dalmacijom (1868.), bilo je doista problematično što da se učini s honvédskim četama između Save i Drave, na području kraljevstva koje je Bakačevu devizu: "regnum regno" smatralo aksiomom. Poslije sloma četrdeset osme, crno-žuti stupovi međaši s Korduna jednostavno su se protegli do Drave, i sve su romantične ilirske puntarije o slavenskom carstvu nestale s dnevnoga reda kao izbrisane u dvadeset i četiri sata. Sada je bila vrlo delikatna stvar tu nesretnu kraljevinu zaprisegnuti na crveno-bijelo-zelene trobojnice i tu na njenom kraljevskom suverenom području osnivati košutovske honvédske kadere, kada se dobro znalo da je kraljevina planula sva od mora do posavskih šuma i močvara baš protiv tih istih madžarskih barjaka. Tako se u bečkim mozgovima (poslije dugog razmišljanja) rodila neobična, zapravo ingeniozna misao i tako su se u smislu naredaba i paragrafa "Reda i Rada i Zakona" osnovali na teritoriju Kraljevine Hrvatske madžarski honvédski bataljoni, nazvani tu između Save i Drave domobranskim, madžarskim, hrvatsko-slavonskim bataljonima sa hrvatskim službenim jezikom i hrvatskim zastavama, žigosanim tzv. zajedničkim madžarskim anđeoskim grbom Szent Istvána. Narod je ove honvédske nakaze u svijetlocrvenim čakširama primio po čitavoj zemlji sa smijehom i nitko nije kod nas živ vjerovao da će ovi "crvendači i jopci" ili "paradajzeri" - "gromobrani" dugo dizati galamu svojim magarećim bubnjevima po slavnoj nam kraljevini. (...) Honvédi su dakle kod nas primljeni kao smiješna operetna domobranska glupost, i nitko nije kod nas znao što je zapravo s njima? Jesu li hrvatski domobrani naši crveno-bijelo-modri domobrani haramije graničari ili su crno-žuti soldati carski? Zašto domobranski oficiri nose carske porte-épée kada nisu carski oficiri nego madžarski i kraljevski i hrvatski? Zašto nose madžarske grbove kada su pukovnijske zastave hrvatske i kada je to evidentna povreda naših ustavnih prava u smislu cetinskog izbora, pragmatike i listopadske diplome? Zašto im komandira madžarski kralj, a domobran se zaklinje na carevku, a madžarski kralj po ustavu nije krunjen hrvatskom krunom, i madžarska je himna protuzakonita? I što će onda biti s domobranstvom ako se dogodi da naše čete opet pođu u Lombardiju, na Veronu i Sommacampagnu, i kad u tome slučaju, izvan svake sumnje, ne će igrati ulogu domobrana, jer ne će braniti dom, kao što to nije bilo ni četrdeset osme ni šezdeset šeste, ni prije ni poslije toga, pak prema tome ne će biti domobrani nego jurišnici i navalnici? Ako su naši domobrani doista pravi hrvatski domobrani, trebalo bi da brane naš hrvatski dom protiv Madžara, jer je taj naš dom od madžarske supremacije stalo ugrožen. A što će biti s njima ako madžarski kralj navijesti rat austrijskome caru? Kamo će hrvatski domobrani u tom međunarodnopravno neobično zanimljivom slučaju? Jedanput su išli za cara četrdesetosme pak su zato danas proglašeni veleizdajnicima! Ako su domobrani doista naša narodna vojska, onda bi trebalo da pjevaju: "Prosto zrakom ptica leti" i "Još Hrvatska ni propala", a ne neku madžarsku himnu, koju nitko ne razumije, a zvuči neobično smiješno i sjeća nas debrecinskih kobasica i paprika-špeka i madžar-alam-vašutaka. | ” |
|   | |   |

## Ustroj
U Hrvatskoj i Slavoniji temeljnim zakonom o domobranstvu iz 1868. uspostavljeno je VI. hrvatsko-slavonsko okružno zapovjedništvo u Zagrebu. Ono je bilo najviša vojno-upravna oblast za domobranske postrojbe na ozemlju Kraljevina Hrvatske i Slavonije. Godine 1871. povećanjem broja domobranskih okružja zagrebačko hrvatsko-slavonsko okružje postaje VII. U početku su od vojnih obveznika na području Hrvatske i Slavonije ustrojene četiri bojne (bataljona): Varaždin (79.), Zagreb (80.), Virovitica (81.) i Vukovar (82.). Sve četiri domobranske satnije su se nalazile u Zagrebu i prvo su imale karakter pomoćnih pješačkih formacija. Nedugo potom su osnovana i četiri konjanička eskadrona u Varaždinu (29. i 30.) i Vinkovcima (31. i 32.). Razvojačenjem preostalih graničarskih pukovnija 1873. godine i uspostavom Bjelovarske županije 1872. ustrojeno je još 8 domobranskih pješačkih bojni, i to u Sisku (83.), Bjelovaru (84.), Gospiću (87.), Ogulinu (88.), Švarči (89.), Glini (90.), Novoj Gradiški (91.) te Mitrovici (92.) Preustrojem 1874. osnovane su četiri polubrigade. 79., 80. i 83. satnija činile su 25. polubrigadu u Zagrebu, a 87., 88. i 89. satnija 26. polubrigadu u Karlovcu. 81., 84. i 90. satnija ušle su u sastav 27. polubrigade u Sisku, a 82., 91. i 92. u sastav 28. polubrigade u Osijeku. Dotadašnji 10. konjanički odjel u Zagrebu te 29. i 31. samostalna konjanička satnija ustrojene su u 10. konjaničku pukovniju sa zapovjedništvom u Varaždinu. Zakonskim člankom o domobranstvu iz 1890. godine umjesto polubrigada uvode se pješačke pukovnije. Od 1912. godine pri zapovjedništvu VI. zagrebačkog hrvatsko-slavonskog domobranskog okružja počinje se ustrojavati topnička brigada koja je trebala imati 8 topničkih bitnica. Uoči početka 1. svjetskog rata 1914. u Zagrebu se nalaze zapovjedništva 7. i 8. topničkog sklopa (Feldkanonen Division), od kojih je iste godine ustrojena 6. topnička pukovnija. Pred Prvi svjetski rat Kraljevsko hrvatsko domobranstvo izgledalo ovako:
| VII. Hrvatsko-Slavonsko okružno zapovjedništvo u Zagrebu (42. dom. pješ. divizija) |                                              |                                           |                                            |
| 83. pješačka brigada, Zagreb                                                       | 83. pješačka brigada, Zagreb                 | 84. pješačka brigada, Osijek              | 84. pješačka brigada, Osijek               |
| 25. domobranska pješačka pukovnija, Zagreb                                         | 26. domobranska pješačka pukovnija, Karlovac | 27. domobranska pješačka pukovnija, Sisak | 28. domobranska pješačka pukovnija, Osijek |
| 10. domobranska husarska pukovnija, Varaždin                                       |                                              |                                           |                                            |
| 6. domobranska poljska topnička pukovnija, Zagreb                                  |                                              |                                           |                                            |
| 7. topnički sklop, Zagreb                                                          | 7. topnički sklop, Zagreb                    | 8. topnički sklop, Zagreb                 | 8. topnički sklop, Zagreb                  |

U rat su dignute i 11. domobranska doknadna (hodna) pukovnija (25., 26. i 43. doknadna bojna) i 12. domobranska doknadna (hodna) pukovnija (27., 28. i 44. doknadna bojna), koje su se vodile kao doknadne postrojbe 42. domobranske divizije. Zbog velikih ratnih potreba tijekom 1916. godine ustrojene su i nove postrojbe: 33. domobranska pješačka pukovnija (Zagreb, Sisak i Karlovac) i 311. domobranska pješačka pukovnija Nova Gradiška ("trahomaši").

### Zapovjednici
Domobranstvo je u upravnom smislu bilo podređeno zajedničkom hrvatsko-ugarskom ministru za zemaljsku obranu, a u vojničkom vrhovnom zapovjedniku kraljevsko ugarskog domobranstva. Osim zapovjednika, Domobranstvo je imalo i Glavni stožer te načelnika glavnog stožera. Svi zapovjednici Zagrebačkog hrvatsko-slavonskog domobranskog okružja (u miru, odnosno 42. divizije u ratu) u činu podmaršala bili su iz Hrvatske:
- grof Miroslav Kulmer 1869. – 1875.
- Dragutin Višnić 1875. – 1880.
- Milan (Emil) Musulin 1881. – 1890.
- Matija Raslić 1890. – 1893.
- Eduard Lukinac 1893. – 1897.
- Josip Bach 1897. – 1901.
- Đuro Čanić 1901. – 1903.
- Radoslav Gerba 1903. – 1907.
- Svetozar Borojević 1907. – 1912.
- Stjepan Sarkotić 1912. – 1914.
- Ivan Salis Seewis 1915. – 1915.
- Anton Lipošćak 1915. – 1916.
- Luka Šnjarić 1916. – 1917.
- Mihael Mihaljević 1917. – 1918.
- Teodor Soretić 1918. – 1918.
- Mihael Mihaljević 1918. – 1918.

## Izobrazba
U početku je postojala kadetska škola za hrvatsko-slavonsko domobranstvo u Zagrebu, u kojoj su se svi predmeti i kompletna nastava izvodili na hrvatskom jeziku. I predavači su uglavnom bili časnici Hrvati, poput kasnijih podmaršala Josipa Bacha ili Ivana Tomičića. No, već 1872. – 1873. posebna hrvatska domobranska škola je zajedno s profesorima prenesena u Ludoviceum, ugarsko-hrvatsku domobransku akademiju u Budimpešti. Isprva su Mađari na Ludoviceumu napravili dva razreda, zasebne odjele s hrvatskim i mađarskim nastavnim jezikom, da bi 1884. ukinuli hrvatski odjel. Kako gotovo nijedan hrvatski srednjoškolac nije znao mađarski, u Ludoviceum se upisivalo iznimno malo pitomaca iz Hrvatske i Slavonije – u akademskoj godini 1902./03. svega četiri, odnosno pet kadeta na Ludoviceumu su bili Hrvati. To je dovelo do manjka domobranskih časnika koji su znali hrvatski, ali i manjka časnika općenito. Od 1884. taj manjak se rješavao prelaskom časnika iz zajedničke vojske u domobranstvo i reaktiviranjem pričuvnih časnika, što je 1902. napušteno. Tako je 1904. hrvatskom domobranstvu nedostajalo ili bilo nevično hrvatskom ukupno 53,9% časnika, dok je u konjaničkim domobranskim pukovnijama gotovo polovica časništva "jedva za nuždu znala hrvatski". Sabor je u više navrata tražio osnivanje hrvatske domobranske akademije u Hrvatskoj i Slavoniji, ali ti napori nisu urodili plodom.

## Zgrade
Osim glavnih vojarni u kojima su bile smješteni stožeri pukovnija i brigada, postojale su domobranske vojarne i u Bjelovaru, Gospiću i Varaždinu, gdje je bila smještena domobranska husarska vojarna.

### Zapovjedništvo
Prvo sjedište domobranskog zapovjedništva bila je elegantna palača u Gajevoj ulici 30 u kojoj je danas Državno odvjetništvo RH, sagrađena 1899. prema projektu atelijera Honigsberg & Deutsch. Vojska je bila smještena pokraj zgrade zapovjedništva, u adaptiranoj građanskoj kući, koja je od početka (1869.) bila pretijesna, pa se i prije podizanja palače zapovjedništva govorilo o potrebi izgradnje suvremene vojarne.

### Domobranska vojarna u Zagrebu
Nakon što je nedaleko od nove paradne pješačke vojarne princa Rudolfa 1894. utvrđena lokacija u Ilici 242, sam je Lenuci preuzeo izradu generalne osnove: rasporeda zgrada i kompozicije sklopa, dok je arhitektonsko oblikovanje povjereno Holjcu. Domobranska je vojarna prvo djelo domaćih arhitekata, najskladnija među šest velikih vojnih sklopova sagrađenih na Črnomercu između 1889. i 1913. Sagrađena je 1899. godine. Od 1912. do 1918. nosila je ime grofa Miroslava Kulmera, prvog zapovjednika Kraljevskog hrvatskog domobranstva. Nakon Domovinskog rata zvala se "Kralj Tomislav". Danas postoje planovi o prenamjeni u kampus Hrvatskog katoličkog sveučilišta.

### Domobranska vojarna u Karlovcu
Vojarna je sagrađena 1895. godine u današnjoj Domobranskoj ulici. U njoj su bili smješteni stožer te I i II bojna 26. domobranske pukovnije. 1914. dograđena je i vojarna za domobransku haubičku pukovniju. Do Domovinskog rata zvala se "Petrova gora". I dalje je u vojnoj službi - danas je jedna od vojarni Hrvatske kopnene vojske, a službeni joj je naziv Vojarna "Domobranska".

### Domobranska vojarna u Sisku
Izgradnju Domobranske vojarne 1880. potakla je hrvatska Vlada. Građevinski poslovi su povjereni Colussiju, jer je dao popust na radove od 8,6%. Neposredno prije početka izgradnje vojarne kupljena su zemljišta obitelji Weiner, Mundorfer, Vučković i Ključec u Novom Sisku (desna kupska obala), da bi 1891./2. na njima, na Trnskijevoj obali (danas Lađarska ulica br. 28), bila dovršena velika dvokatna Domobranska vojarna. To je bio (i ostao) najveći vojni objekt u tadašnjem Sisku, izgrađen prema projektu i nacrtima zagrebačkog graditelja Kune Weidmanna. Za izgradnju Domobranske vojarne utrošeno je 230.000 forinti. Voditelj gradskih građanskih poslova za Vojarnu bio je Milan Malinarić. U njoj su bili smješteni stožer i prve dvije bojne 27. domobranske pukovnije. Danas je poprilično zapuštena.

### Domobranska vojarna u Osijeku
Vojarna u Osijeku je sagrađena 1891. U njoj su bili smješteni stožer i sve tri bojne 28. domobranske pukovnije, kao i stožer 84. domobranske pješačke brigade.

## Pučki ustanak
Pučko-ustaški obveznici su "osobe između 36. i 50. godine i one koje još nisu služile vojsku, dakle od 18. do 21. godine", "rezervisti domobranskih jedinica, uglavnom starijih godišta; posljednja obrana"
Od pučko-ustaških obveznika ustrojene su u srpnju 1914.:
- 25. pučko-ustaška pukovnija (Zagreb)
- 26. pučko-ustaška pukovnija (Karlovac)
- 27. pučko-ustaška pukovnija (Sisak)
- 28. pučko-ustaška pukovnija (Osijek)

## Temeljna organizacija
Domobransku pješačku satniju, kao osnovnu vojnu postrojbu, činila su 4 časnika, stražmeštar, 4 vodnika, 12 desetnika, 18 vodiča te 180 domobrana. Časnički zamjenik, računski stražmeštar, 2 bubnjara, 2 trubača, 4 odkopnika, 3 nositelja ranjenih i četvero časničkih slugu (posilnih) nisu dužili oružje. Ukupno je satnija imala 236 časnika, dočasnika i domobrana.
Konjanička satnija imala je 4 časnika te 167 dočasnika i domobrana ili ukupno 171 vojnika, ali samo 150 konja - 13 kopljanika/husara, 5 časničkih slugu, kovač, vidar i remenar nisu imali konje.
Bojnu su činili stožer i 4 satnije ili ukupno 952 ljudi. Polubrigada (kasnije pukovnija) s tri bojne imala je sa stožerom ukupno 2.918 ljudi. Kako su pod zapovjedništvo VII. hrvatsko-slavonsko domobranskog okružja spadale dvije brigade, svaka s po dvije polubrigade/pukovnije, to se može računati da su "hrvatske" pješačke pukovnije kraljevskog ugarskog domobranstva zajedno sa stožerima brigada imale preko 11.500 ljudi. Osim toga, pri svakoj polubrigadi/pukovniji bio je organiziran povoz sa 70-ak konja i 15-ak kola.

## Naoružanje
Časnici su od naoružanja imali sablju M.1861/69 (kojoj je tijekom rata pridodana i praktičnija M.1895) i automatski pištolj Steyr-Roth od 8 mm. Vojnici su imali pušku Steyr-Mannlicher M95/30 (M1895) od 8 mm i sablju M.1869.

## Djelovanje domobranstva

### Zaposjedanje BiH 1878.
Po završetku  rusko-turskoga rata, 1878. je održan Berlinski kongres na kojem je donesena odluka da će Bosnu i Hercegovinu, koja je još bila formalno pod turskim vrhovništvom, zauzeti Austro-Ugarska i dovesti pod svoju jurisdikciju. Austrijskim postrojbama, jačine 82.000 ljudi, suprotstavila se slabo organizirana pretežno muslimanska milicija od 40.000 vojnika (uz određen broj pridruženih pravoslavnih harambaša), koju je vodio sarajevski agitator Hadži Lojo. 20. kolovoza 1878. Kraljevsko hrvatsko domobranstvo stavljeno je "na ratnu nogu" - u stanje pripravnosti. To se odnosilo na 43. pješačku domobransku brigadu s ukupno 6.144 ljudi pod zapovjednikom Milanom pl. Musulinom. Poslani su na granicu prema BiH i u tvrđave, kako bi bili podrška redovnoj vojsci u napadnim operacijama. Musulinu, koji se sa svojom brigadom nalazio u Donjem Lapcu, 22. rujna 1878. predstavila su se desetorica begova iz Cazinske krajine, koji su mu se tada predali izjavom vjernosti caru i kralju. Osvajanje BiH je trajalo manje od tri mjeseca, tijekom kojih su ukupni gubitci austrijskih postrojbi iznosili 946 poginulih i 3.980 ranjenih vojnika.

### Prosvjedi 1903.
Po Nagodbi, domobranstvo je moglo intervenirati u unutarnjim poslovima u iznimnim slučajevima građanskih nemira i opasnosti po javni mir i poredak. Ban Khuen Héderváry naredio je hrvatskom domobranstvu smiriti prosvjede Hrvata protiv mađarskog znakovlja, koji su prerasli u pravu pobunu. Podmaršal i zapovjednik VII. hrvatsko-slavonskoga domobranskog okružja u Zagrebu, Đuro Čanić, 1. kolovoza 1903. odbio je naredbu bana Hedervaryja da s domobranskim četama pomogne gušenju demonstracija u Zagrebu. Ubrzo nakon toga je smijenjen s tog položaja i umirovljen.

### Prvi svjetski rat
OD VII. domobranskog vojnog okružja, neposredno uoči Prvog svjetskog rata, ustrojena je od 25., 26., 27. i 28. pješačke pukovnije 42. domobranska pješačka divizija, koja se vrlo brzo pročula po uzornoj disciplini i iznimnim vojničkim vještinama, pa je prozvana "Vražjom divizijom". Divizija je imala 14.000 ljudi i bila je pod zapovjedništvom general-pukovnika Stjepana Sarkotića. To je jedna od najpoznatijih vojnih postrojba hrvatske ratne prošlosti. Svoj ratni put počela je na srbijanskom ratištu, na Drini, kao dio snaga prvog udara. Kasnije sudjeluje u bitkama na Ceru i Kolubari, a zatim je upućena u Galiciju. Početkom 1918. godine u sklopu 11. armije bila je prebačena na talijansko ratište, gdje ostaje do kraja rata. 42. divizija sudjelovala je u operacijama na visoravni Sette Communi. 22. listopada 1918. 83. brigada je odbila zamijeniti 84. brigadu na položaju radi smjene, što je bio znak za masovno otkazivanje neposlušnosti ostalih naroda u austro-ugarskoj vojsci. Odstupivši 30./31. listopada s položaja, 84. brigada je zajedno s 83. brigadom prevezena preko Koruške u domovinu.
Početkom Prvog svjetskog rata i u Hrvatskoj je također provedena opća mobilizacija, pa je od 25., 26., 27. i 28. pučko-ustaške pukovnije, zajedno s dvije dopunske pukovnije (38. i 10.), koje su tijekom rata popunjavane Hrvatima i Srbima s područja Hrvatske i Slavonije, oblikovana 104. pučko-ustaška brigada pod zapovjedništvom general bojnika Theodora Bekića. U Osijek je, primjerice, 26. listopada 1914. stiglo 7.000 pučkih ustaša unovačenih iz godišta 1892., 1893. i 1894.
Ukupni hrvatski vojni gubitci u ratu su najvjerojatnije iznosili oko 190.000 ljudi, dok se negdje navode i podatci od 137.000 vojnih i 109.000 civilnih žrtava. Samo je iz Međimurja poginulo 4.363 ljudi. Do točnih podataka posebno za hrvatsko-slavonsko domobranstvo je teško doći, jer su oni zametnuti i rasuti po arhivima u Beču, Budimpešti i Beogradu.

## Nakon Prvog svjetskog rata
Neposredno prije proglašenja Države Slovenaca, Hrvata i Srba vodstvo Narodnog vijeća je prišlo pregovorima s dvojicom, u tom trenutku najviših austrougarskih časnika u Hrvatskoj, podmaršalom Mihovilom Mihaljevićem (zapovjednikom domobranstva) i generalom Lukom Šnjarićem (zapovjednikom XIII. korpusa). Oni su podnijeli izvješće kralju Karlu I. koji im je i dao otpuštenje iz vojske uz slobodu djelovanja, nakon čega su prišli vojsci nove države. 29. listopada vojnicima su uputili proglas kojim su, miješajući osjećaje domoljublja, isticanjem političke snage i obećanjima egzistencijalne sigurnosti pokušali privući vojnike u krilo Države SHS. Međutim, vlada Narodnog vijeća nije mogla računati na previše vojnika. Hrvatski domobrani su uglavnom mirno razoružani od strane narodne zaštite nakon povratka kućama, a većina gradova im je priredila doček.
Vojnici 25. zagrebačke domobranske pukovnije i 53. puk. zajedničke austro-ugarske vojske 5. prosinca pod hrvatskim zastavama uputili su se na Jelačićev trg, gdje su proklamirali hrvatsku republiku, na što je uzvraćeno mitraljeskom vatrom s okolnih zgrada. Poginuli domobrani i čitav događaj poznati su pod nazivom Prosinačke žrtve.
Narodno vijeće je zbog mađarske represije i terora nad Hrvatima odlučilo zaposjesti Međimurje hrvatskim vojnim postrojbama, sastavljenim od 25. i 26. domobranske pukovnije, zajedno s vojnicima 53. i 96. pukovnije zajedničke austro-ugarske vojske, dobrovoljcima i domobranima iz ostalih postrojbi, pod zapovjedništvom potpukovnika Slavka Kvaternika, Stjepana Sertića, majora Mirka Pogledića te satnika Josipa Špoljara. Potpukovnik Kvaternik je odredio da akcija za oslobađanje Međimurja počne 24. prosinca u 6 sati te je bez gubitaka uspješno dovršena isti dan.
Raspuštanje domobranstva počelo je u studenome, a stvaranjem Kraljevine SHS u prosincu 1918. ubrzan je proces demobilizacije. Početkom siječnja 1919. naređeno je ukidanje domobranskih i ostalih nekadašnjih austro-ugarskih pukovnija s područja Hrvatske, a ubrzo nakon njihova ukidanja, krajem siječnja, proglašeno je i osnivanje četiriju novih pješačkih pukovnija na području Hrvatske: Zagrebačke, Karlovačke, Petrovaradinske i Splitske. Vojno okružna i domobransko-popunidbena te pučko-ustaška zapovjedništva prestrojena su u pukovske okružne komande prema modelu koji je postojao u Kraljevini Srbiji. U vojsku Kraljevstva SHS primljeno je 64% časničkog kadra kojim je raspolagala Država SHS, ukupno 2.590 časnika. Uglavnom su primani niži časnici jer se na više časnike gledalo nepovjerljivo te kao na konkurenciju srbijanskom kadru.

## Odore i folklor
Vojničke odore pripadnika hrvatskih domobranskih snaga u početku su se sastojale od svijetlocrvenih hlača, plavog kaputa i crvenih kapa. Kasnije su odore pravljene od plave čohe, ukrašene na hlačama, i crvene gajtane, dok su u ostalim austro-ugarskim postrojbama gajtani bili žute boje. Plave i crvene odore uskoro su zamijenjene "štuka-sivima", koje su korištene i u početnim stadijima Prvog svjetskog rata. U rujnu 1915. tamnija, "poljska siva" je prihvaćena kao službena boja odore.
Na glavi su, pored austro-ugarskog amblema u obliku krune, pripadnici domobranstva u početku nosili grb Trojedne Kraljevine Hrvatske, Slavonije i Dalmacije. No, već 1870-ih ugarska strana ga je zamijenila zajedničkim, hrvatsko-ugarskim grbom. Na kapama su domobrani nosili i poluslužbene značke postrojbi, obično više njih. Za vrijeme Prvog svjetskog rata domobrani su na svojim kapama ponovno slobodno počeli isticati hrvatski grb. Na taborskim i tvrdim kapama domobrani i časnici su nosili stilizirani monogram cara i kralja, u početku FJI, a kasnije KI.
Vojničke zastave svih postrojbi bile su, pored dotadašnjih austro-ugarskih, dopunjene hrvatskom trobojnicom. Određeno je da domobranske postrojbe nose oznaku (monogram) imena vladara i boje Trojedne Kraljevine Hrvatske, Slavonije i Dalmacije uz grb hrvatsko-ugarske države.
Poznata je divizijska pjesma za rata bila "Kiša pada, Srbija propada, vjetar piri, Hrvatska se širi", a česta koračnica je bila "Marširala, marširala, Jelačića vojska", koja se često pjevala i "Marširala, marširala dvadeset i peta".
- Domobran u paradnoj odori 1901.
- Domobranski husar; hrvatski husari imali su crveni čako
- "Kr. ug.-hrv. domobran u zimskoj paradnoj odori" drugi slijeva, 1912.
- Značka 42. dom. divizije, 1917.
- Husar u domobranstvu, Prvi svjetski rat

## Naslijeđe
Kako je nakon 1918. Hrvatska gradila zajedničku državu sa zemljama protiv kojih su domobrani ratovali (Srbija i Crna Gora), domobranstvo te njegove žrtve i veterani nisu bili komemorirani ni isticani. Spomenici poginulim domobranima tijekom vremena su bili zapušteni (spomenik na Mirogoju), pa čak i uklonjeni (npr. u Međimurju za vrijeme mađarske okupacije). Tek su nacionalistički i pravaški krugovi koristili domobranstvo, prikazujući ga kao izraz hrvatske autonomije i vojne tradicije. 1928. počeo je u Zagrebu izlaziti proustaški časopis Hrvatski Domobran. I sam ustaški pokret se u ranim fazama nazivao ustaško-domobranskim pokretom. Slijedom toga, Hrvatsko domobranstvo obnovljeno je 1941. kao službena vojska NDH. Za vrijeme NDH jedna hrvatska divizija Wehrmachta nazivala se i "Vražjom" u spomen 42. dom. pješ. divizije.
Domobranstvo je ponovno obnovljeno 1991. kao teritorijalna, mobilizirana sastavnica Hrvatske vojske, a tijekom rata u BiH i kao dio HVO-a. Usto, nazivi vojnih činova iz razdoblja 1868. – 1918. preuzeti su u Hrvatskoj vojsci. 1993. održane su prigodne komemoracije povodom 125. obljetnice osnutka hrvatskog domobranstva, a Hrvatska pošta je izdala prigodnu poštansku marku. Raspušteno nakon Domovinskog rata, domobranstvo je u RH konačno ukinuto 2003. Desničarska udruga "Hrvatski domobran" koja okuplja veterane Domobranstva iz Drugog svjetskog rata te njihove potomke/simpatizere obilježava 5. prosinca u spomen na dan osnivanja domobranstva 1868. polaganjem vijenaca po svojim ograncima.

### Kulturni utjecaj
Najveći kulturni utjecaj Kraljevsko hrvatsko domobranstvo ostavilo je kroz tzv. domobranski opus Miroslava Krleže, koji je, i sam domobran, najbolje osjetio strahote Prvog svjetskog rata i vojnički život hrvatskih domobrana. Brojne njegove novele, drame, filmovi, televizijske serije bavile su se hrvatskim domobranima i njihovim sudjelovanjem u Prvom svjetskom ratu. Snažan utjecaj koji je ostavio upisao je hrvatske domobrane u kolektivno sjećanje hrvatskog naroda. Uz njega, domobranstvom su se bavili i drugi pisci. Mile Budak je u romanu Ratno roblje opisao križni put zarobljenih domobrana kroz Srbiju, Albaniju i Crnu Goru do Grčke, a sačuvano je i mnogo svjedočanstava drugih zarobljenika.
- Hrvatski bog Mars (zbirka novela, Krleža)
- Galicija (drama, Krleža)
- Hiljadu i jedna smrt (zbirka novela, Krleža)
- U logoru (drama, Krleža)
- Ratno roblje (pripovijetka, Mile Budak)
- Ljubav pod zastavom, novela o borbi 25. dom.pješ. puk. (roman, 1936. Lav Lović)
- Putovanje u Vučjak (drama, kasnije i serija, 1986. Krleža, Eduard Galić)
- Put u raj (serija, 1970., Krleža, Mario Fanelli)
- Josef (film, 2011., redatelj Stanislav Tomić)

## Galerija
- Vojnici 25. domobranske pukovnije na bojištu primaju odličja
- Domobranske opkoparske (inženjerske) postrojbe
- Domobran u borbenoj odori
- Stjepan Sarkotić, zapovjednik 1912. – 1914.
- "govor bataljunskog zapovjednika momčadi u vojarni", Zagreb, 1915. Na pozornici se nalazi grb Hrvatske, Slavonije i Dalmacije sa sloganom "Za domovinu!"
- Navala domobranskih husara, razglednica iz Prvog svjetskog rata
- General Lipošćak u posjetu 26. dom. puk., čije je zapovjedništvo okićeno hrvatskim zastavama, Istočno bojište 1917.
- "Prisega novaka i odlazeće momčadi doknadnog bataljuna" s hrvatskim zastavama, Zagreb, Domobranska vojarna, 1915.

## Poznati pripadnici
- Josip Broz Tito (1892. – 1980.), vodnik 25. dom. pj. pukovnije,[59][60] kasnije maršal Jugoslavije i njen predsjednik do smrti 1980.
- Miroslav Krleža (1893. – 1981.), pričuvni časnik u 25. dom. pj. pukovniji,[61] književnik i pisac
- Vladko Maček (1879. – 1964.), satnik u karlovačkoj 26. dom. pj. pukovniji; političar, predsjednik HSS-a (1928. – 1964.)
- Slavko Kvaternik (1878. – 1945.), stožerni časnik; kasnije vojskovođa u NDH, jedan od prvaka ustaškoga pokreta
- Mile Budak (1889. – 1945.), dočasnik; jedan od ideologa ustaškoga pokreta, dužnosnik NDH, pisac
- Ante Matasić (1862. – 1942.), kasnije general NDH
- Slavko Štancer (1872. – 1945.), stožerni časnik, kasnije general NDH
- Fran Galović (1887. – 1914.), hrvatski književnik, zastavnik 27. domobranske pukovnije, poginuo 1914. na srpskom bojištu u Mačvi

### Primarna literatura
- Krleža, Miroslav. 1982. Hrvatski bog Mars. Mladost/Oslobođenje. Zagreb/Sarajevo.
- Maček, Vladko. 2003. Memoari. Dom i svijet. Zagreb. ISBN 953-6491-93-1

### Daljnja čitanja
- Orešković, Zvonko, mr. 2010. Die zeitgenössische Kroatische Militärterminologie und die Geschichte ihrer Entstehung Verfasser (PDF). Universität Wien. Beč.
- Oršolić, Tado. Kolovoz 2004. Vojno-teritorijalna podjela i reorganizacija Austrougarske vojske 1867.–1890. Radovi Zavoda za povijesne znanosti HAZU u Zadru. Zagreb (46): 369.-394 Navedeno je više parametara |author= i |last= (pomoć)
- Stublić, Zlatko;  i dr. 1994. Hrvatsko domobranstvo: 1868-1993. MORH. Zagreb.  Eksplicitna upotreba et al. u: |first= (pomoć)
- Zorko, Tomislav. 2006. Hrvatsko domobranstvo i oružništvo kao odrednice hrvatske autonomije 1868.-1914. Lovrećki libar. Zagreb. 8: 33.-40 Navedeno je više parametara |author= i |last= (pomoć)

## Vanjske poveznice
- Odore domobrana  Arhivirana inačica izvorne stranice od 31. siječnja 2012. (Wayback Machine)
- Ratni dnevnik  Stjepana Kolandera, časnika 25. dom. pj. puk. (1914. – 1918.)
- Spomen-album portreta časnika 42. domobranske pješačke divizije
- Izviđački zrakoplovi [neaktivna poveznica] 42. domobranske pješačke divizije na bojištu u Italiji, Vojna povijest
- Galerija fotografija  odora i znakovlja hrvatskih domobrana
- Balkansko bojište, Prvi svjetski rat  Arhivirana inačica izvorne stranice od 29. studenoga 2014. (Wayback Machine), Hrvatski vojnik, podlistak: